# 서정고등학교
서정고등학교(書井高等學校)는 대한민국 경기도 고양시 덕양구 행신동에 있는 공립 고등학교이다.

## 학교 연혁
- 2012년 1월 2일 : 서정고등학교 설립 인가(36학급)
- 2012년 3월 1일 : 초대 남이화 교장 취임
- 2012년 3월 2일 : 2012학년도 입학 (376명)
- 2015년 2월 11일 : 제1회 345명 졸업 (연 345명)
- 2020년 3월 1일 : 제3대 피봉호 교장 취임
- 2024년 1월 5일 : 제10회 223명 졸업 (연 3,221명)
- 2024년 3월 4일 : 2024학년도 입학 (265명)

## 참고 자료
- 서정고등학교 - 한국교육학술정보원 학교알리미